# Stalowa Wola
Stalowa Wola je průmyslové město v jihovýchodním Polsku v severní části Podkarpatského vojvodství ve stejnojmenném okrese. Leží na řece Sanu, zhruba 20 km od jeho soutoku s Vislou. V roce 2024 zde žilo 55 127 obyvatel; je tedy čtvrtým nejlidnatějším městem vojvodství. Svou rozlohou 82,52 km² je pak třetím největším městem vojvodství.

## Historie
Stalowa Wola je jedno z nejmladších měst v Polsku: byla založena roku 1938 v rámci projektu Centralny Okręg Przemysłowy, který měl v tehdejším středním Polsku (daleko od hranic se Třetí říší i SSSR) vybudovat základnu těžkého průmyslu; na území obce Pławo byly vystavěny mohutné ocelárny a založeno město Stalowa Wola, jehož název měl značit „ocelovou vůli polského národa na cestě k modernitě“.

## Doprava
Město je poměrně důležitým železničním uzlem; na jeho území se nacházejí čtyři stanice osobní dopravy, tratě vycházejí do směrů na Lublin, Biłgoraj, Přemyšl, Dębici a Sandoměř; osobní doprava je však (kromě lublinského a přemyšlského směru) v posledních letech velmi slabá.

## Sport
- Stal Stalowa Wola - fotbalový klub